# تشيري بوليت
تشيري بوليت (بالكورية: 체리블렛) هي فرقة فتيات كورية جنوبية شكّلتها شركة FNC Entertainment، وتُدار تحت وكالتها الفرعية FNC W. ظهرت الفرقة لأول مرة في 21 يناير 2019 من خلال أول ألبوم فردي لها بعنوان "Let's Play Cherry Bullet".
تتكون المجموعة حاليًا من سبعة أعضاء: هاييون، يوجو، بورا، جيوون، ريمي، تشايرين، وماي. كانت الفرقة في الأصل تضم عشرة أعضاء، إلا أن ميراي، وكوكورو، ولين لين غادرن الفرقة في ديسمبر 2019.

## أعضاء الفرقة

### الأعضاء الحاليين
- هاييون ( (قالب:الكورية يتطلّب وسيط |هانغل=.) ) - قائدة الفرقة ومغنية
- يوجو ( (قالب:الكورية يتطلّب وسيط |هانغل=.) ) - مغنية ، مغنية الراب
- بورا ( (قالب:الكورية يتطلّب وسيط |هانغل=.) ) - مغنية
- جيوون ( (قالب:الكورية يتطلّب وسيط |هانغل=.) ) - مغنية ، مغنية الراب
- ريمي ( (قالب:الكورية يتطلّب وسيط |هانغل=.) ) - راقصة ومغنية
- تشايرين ( (قالب:الكورية يتطلّب وسيط |هانغل=.) ) - راقصة ومغنية
- ماي ( (قالب:الكورية يتطلّب وسيط |هانغل=.) ) - مغنية

### الأعضاء السابقين
- ميراي ( (قالب:الكورية يتطلّب وسيط |هانغل=.) ) - القائدة
- كوكورو ( (قالب:الكورية يتطلّب وسيط |هانغل=.) ) - راقصة ومغنية
- لينلين ( (قالب:الكورية يتطلّب وسيط |هانغل=.) ) - راقصة ومغنية

## روابط خارجية
- الموقع الرسمي